# Myrmecophantes ithomeides
Myrmecophantes ithomeides är en fjärilsart som beskrevs av Otto Staudinger. Myrmecophantes ithomeides ingår i släktet Myrmecophantes och familjen mätare. Inga underarter finns listade i Catalogue of Life.